# Ptéleo (Peloponeso)
Ptéleo (en griego, Πτελεός) es el nombre de una antigua ciudad griega de Élide o Mesenia, que fue mencionada por Homero en el catálogo de las naves de la Ilíada, donde formaba parte de los territorios que gobernaba Néstor.
Estrabón comenta que Ptéleo se encontraba deshabitada en su época, estaba en un paraje donde abundaban las encinas que se denominaba «Ptealesio» y había sido fundada por los habitantes de una ciudad del mismo nombre que había situada en Tesalia.
No se conoce con seguridad la situación exacta donde se localizaba; se ha sugerido que estaba cerca de la costa del noroeste de Mesenia.